# Leodegraunce
Leodegraunce, enligt Arthurlegenden kung av Leonesse och far till drottning Guinevere.
Enligt legenden om runda bordet fick kung Leodegraunce detta bord i gåva från kung Uther Pendragon. Han gav bort bordet till Uthers son kung Arthur när denne gifte sig med Guinevere.
Kung Leodegraunce var även en av riddarna av runda bordet.